# 4Reality
4Reality er en novellefilm med manuskript og instruktion af Jacqueline Landau.
Kenny vågner op i en skov dækket af blod uden erindring. Han bliver anklaget for mord – hvad er det, han ikke kan huske og hvorfor?